# Doopsgezinde kerk (Borne)
De doopsgezinde kerk (ook vermaning) van Borne is een monumentaal kerkgebouw in de Nederlandse provincie Overijssel. De eerste steen werd gelegd in 1824. 
Het is een eenvoudige zaalkerk met 82 zitplaatsen. Op 28 december 1983 is de kerk grotendeels door brand verwoest.

## Orgel

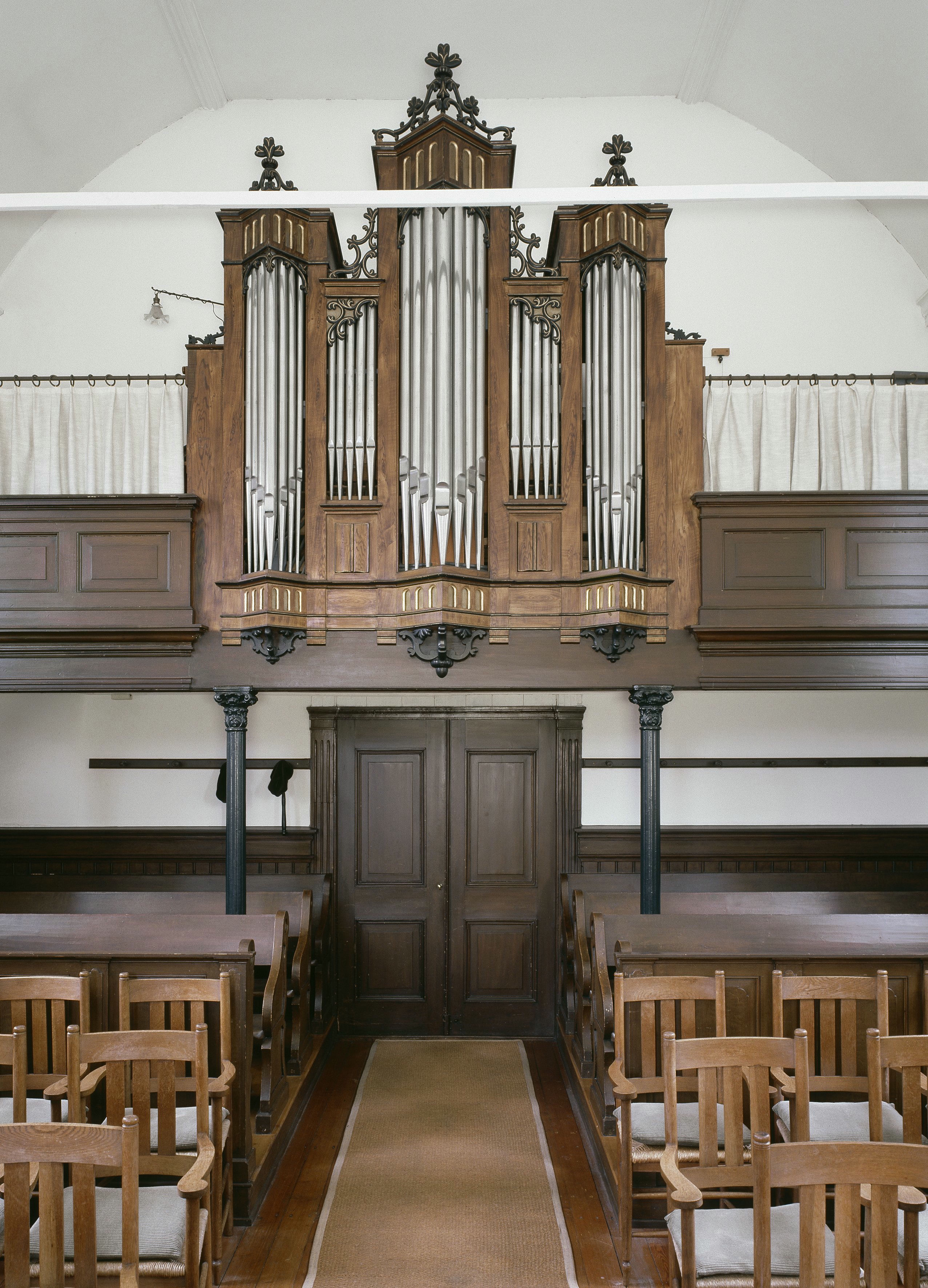
Het Haupt-orgel

In het gebouw bevindt zich het Haupt-orgel, eveneens een rijksmonument. Het eerste orgel van de kerk werd geplaatst in 1866 en was een Amsterdams huisorgeltje. Het Haupt-orgel kwam in 1884. In 1870 werd er een orgelbalkon aan de kerk geschonken. 
Het orgel beschikt over twee klavieren van 54 toetsen en een pedaal van 27 toetsen voor een 16 voets register. 
Het orgel ontsnapte in 1983 bij de brand ternauwernood aan de ondergang. In 1984 is het orgel gerestaureerd.

### Dispositie
Manuaal I:
- Geigenprinzipal  8 f
- Fugara   8 f
- Rohrflöte  8 f
- Doppelflöte 4 f
- Spitzflöte  2 f

Manuaal II:
- Harmonium. 8 f
- Pedaal.
- Posaune   16 f